# Притча за слепците
„Притча за слепците“ (на нидерландски: De parabel der blinden) е картина на фламандския художник Питер Брьогел Стария от 1568 г. Картината (86 cm x 154 cm) е изложена в Националния музей „Каподимонте“ в Неапол (Италия). Използваната техника е темперни бои върху ленено платно. Изобразява библейската притча за слепеца, водещ слепци[Мат. 15:14]

## История

### Контекст
През 16 век Европа става сцена на дълбоки социални промени: Протестантската реформация, започната от Мартин Лутер, Хуманизма и Емпиризма и възхода на властта на средната класа. Това е и време, пълно с открития, в което е приета Хелиоцентричната теория на Николай Коперник, а Йоханес Гутенберг изобретява печатането с подвижни шрифтове. Картографията на Абрахам Ортелий силно повлиява върху изобразяването на пейзажи, докато с основата на съвременната анатомия от Андреас Везалий акцентът се поставя върху по-голямото внимание на художниците към получаването на правдоподобно изобразяване на телата.

Изкуството вече се купува на пазарите и за да могат художниците да се отличават, те трябва да се свържат с теми, различни от традиционните, митологичните и библейските: неслучайно в този контекст се появява жанровата живопис, която има за свой предмет сцени и събития, извличани от ежедневието.
Питер Брьогел Старият започва кариерата си с илюстриране на пейзажи и фантастични сцени в толкова наситен стил, че често е сравняван с Йеронимус Бош. По-късно той последва примера на друг фламандски художник: Питер Артсен, чието богатство произтича именно от изобразяването на ежедневието в изключително реалистичен стил. С тези предпоставки темите и епизодите на Брьогел стават по-ежедневни, а изследването му е все повече под лупа: не е изненадващо, че славата му произтича точно от размисъла му върху човечеството, особено върху селяните. В ранните си картини Брьогел изобразява анонимни просяци, лишени от отличителни черти: едва с постигането на зрялост се появява по-подробна и изразителна физиономия.
През 1563 г. Брьогел се жени за Майекен Кук (дъщеря на Питер Кук ван Елст, негов учител) и се мести в Брюксел, седалището на правителството на Южна Нидерландия (1556–1714). През 1567 г. губернаторът на Нидерландия, Фернандо Алварес де Толедо, създава Кървавия съвет с цел преследване на еретиците: Брьогел изпитва симпатии към Калвинизма, въпреки че все още не е ясно дали в неговата Притча за слепците (нарисувана по това време) вмъкна политическо послание; въпреки това е очевидно колко много той отхвърля Католическата църква. Творбите от последните му години се характеризират с горчиви и гротескни тонове, явни в неговата Сврака на бесилото.
Имайте предвид, че в Древна Гърция слепотата се е смятала за необходимо условие за получаване на свръхестествени дарове от боговете. В средновековна Европа слепите са извършвали чудеса, както в случая с евангелския персонаж Вартимей. С протестантската реформация, от друга страна, религиозната иконография е премахната, със засилване на идеята, че Спасението е получено чрез вярата в Исус Христос, а не чрез индивидуални действия. Тогава милостинята за бедните и немощните рязко намалява и просяците виждат как положението им се влошава. Гръцката концепция за слепите дори е преобърната, дотолкова, че в литературата от онова време хората без зрение са жертви на шеги или дори изгаряни на клада.
И накрая, Брьогел също споменава Притчата за слепия, който води слепия в своята творба Нидерландски пословици, където събира всички различни популярни пословици на фламандската култура. Фламандската пословица е: „Когато един слепец води друг, и двамата ще паднат в ямата.“

### Събития на картината
Притчата за слепците и Mизантроп става част от Колекция „Фарнезе“ след конфискацията на имуществото, извършена от Ранучо I Фарнезе срещу семейство Маси от Парма. Не е сигурно как картината пристига в Италия, въпреки че е известно, че Козимо Маси се връща от Нидерландия през 1595 г. с голям брой тамошни картини. Колекция „Фарнезе“ става една от най-богатите от целия Ренесанс, варираща във всеки художествен сектор и развиваща се в различни италиански градове (Рим, Парма и Пиаченца).
През 18 век Карлос III Испански наследява художественото наследство на семейство Фарнезе от майка си Изабела, херцогиня на Парма. Затова той се погрижва да осигури достойно подреждане на творбите и намира идеалното място в Дворец „Каподимонте“ – бъдещ Национален музей „Каподимонте“ в Неапол. Шедьоврите на Брьогел все още са изложени в музея, в Зала 17, посветена на картини от фламандската и германската област.

## Описание
Картината изобразява шестима слепи и обезобразени мъже, вървящи по пътека, граничеща с река от едната страна и със село с църква от другата. Първият вече е паднал по гръб в един ров и тъй като всички се вкопчени един в друг с тояги, той сякаш е повлякъл със себе си и другите. Свидетел на сцената е пастир на заден план.
Творбата на Брьогел превежда в образи евангелската притча за слепия, който води слепия, съобщена от Матей 15:14 , в която Христос се обръща към фарисеите: „Оставете ги, те са слепци; а ако слепец слепеца води, и двамата ще паднат в ямата!“. Според изкуствоведа Маргарет Съливан публиката на Брьогел вероятно е била толкова запозната с класическата литература, колкото и с Библията. Еразъм публикува своята Adagia (колекция от страгоръцки и латински поговорки) две години преди картината на Брьогел и съдържа цитата „Caecus caeco dux“ („слепият водач на слепите“) от римския поет Хораций. Брьогел разширява тази концепция, като увеличава броя на слепците от двама на шестима; всички те са добре облечени и им липсва селското облекло, характерно за късните  му зрели произведения. Лицето на първия човек, хвърлен по гръб, не се вижда: вторият обръща главата си, докато пада, може би за да избегне преобръщане по лице на земята. Третият споделя тоягата с втория, с която ще бъде влачен. Останалите тепърва ще се спънат, но неминуемо ще последват същата съдба: това е само въпрос на няколко мига, на няколко стъпки. 
Лицата и телата на слепите мъже, както и детайлите от фона, включително църквата, са изобразени с изключително фини детайли. Падащата назад поза на водача демонстрира майсторството на Брьогел в ракурса. Трябва да се има предвид, че въпреки че обстановката на Брьогел като цяло е измислена (от различните пейзажи, рисувани от него, единственият успешно идентифициран (освен този) е Битката в Неаполското пристанище), тази от Притчата за слепците е идентифицирана: това е фламандското село Синт Ана Педе.
Шарл Було подчертава напрежението в композиционните ритми на Брьогел. Картината е разделена на девет равни части от сноп от успоредни прави; правите на свой ред са подразделени от други линии. Платното приканва зрителя да следва действието, вместо да се спира на отделните фигури. Слепците си приличат по облеклото и изражението на лицата, и изглежда, че следват един друг в едно движение, което кулминира в падането, което се предшества от различни действия: „лутането, след това колебанието, тревогата и спъването“. Последователността на главите описва крива линия и, продължавайки с последователността, пространството между тях също се увеличава, внушавайки на зрителя нарастващата скорост. Скосените покриви на къщите на фона допринасят за усещането за движение на цялата композиция.

Историкът на изкуството Густав Глюк отбелязва несъответствия в облеклото на просяците, тъй като те са добре облечени и носят тояги и пълни торби. Учените Кенет С. Линдзи и Бернар Хупе посочват, че слепците представляват фалшиви свещеници, които са пренебрегнали съветите на Христос да не носят злато, кесии или тояги. Първият в редицата, наред с други неща, носи хърди-гърди – музикален инструмент по времето на Брьогел, на който са свирили просяци: това може би символизира фалшивия менестрел – този, който не пее хвалебствия към Бога.
| Църквата Света Анна поражда множество противоречиви интерпретации |
| Църквата Света Анна поражда множество противоречиви интерпретации |

Сградата на заден план, идентифицирана като църквата Света Анна в днешния белгийски град Дилбек, привлича много коментари. Едно възможно тълкуване е, че светилището е доказателство за моралистичното намерение на платното: докато първите двама слепци се спъват и са отвъд изкуплението, четиримата са зад религиозната сграда и следователно все още могат да бъдат спасени. Друга интерпретация гласи, че църквата с изсъхнало дърво, поставено пред нея, е антикатолически символ и че онези, които я следват, ще паднат след сляп водач, както правят мъжете в рова. Други отричат всякаква символика на място за поклонение, като отбелязват, че църквите често се появяват в селските сцени на Брьогел, тъй като са били обичайна част от селския пейзаж. Медицинският изследовател Зейнел А. Карчиоглу предполага, че църквата намеква за социалното безразличие към окаяното състояние на хората с увреждания.
За разлика от позиращите, статични фигури, характерни за живописта от епохата, Брьогел внушава траекторията на времето и пространството чрез ускореното движение на фигурите. Критиците Шарко и Ришър пишат, че концепцията за визуализиране на движението не е формулирана до 17 век и че Брьогел предшества филмите и Голо тяло, спускащо се по стълба № 2 на Дюшан. Карчиоглу вижда картината като предшестване на хронофотографията от 19 век на Етиен-Жюл Маре.

## Стил
Творбата към днешна дата е една от четирите оцелели темперни картини на Брьогел (другите са Поклонението на влъхвите (ок. 1556 г.), Мизантроп (1568) и Празникът на Свети Мартин, наскоро приписана на него). Тя по-точно е tüchlein, т.е. картина, направена с цвят, приготвен чрез смесване на пигменти с водоразтворимо лепило; освен това този метод вече е бил консолидиран в областта на илюстрованите ръкописи преди въвеждането на масления цвят. Все още не е ясно от кого Брьогел може да е усвоил тази техника: възможно е това да са свекървата му миниатюристка Майкен Верхюлст, учителят му Питер Кук ван Елст или художникът Джулио Кловио, който си сътрудничи с художника по време на престоя му в Италия. Поради разтворимостта на лепилото и високата нетрайност на лененото платно обаче, tüchlein са склонни да се разграждат бързо, с повреди, които трудно се възстановяват: Притчата за слепците във всеки случай е в отлично състояние на съхранение и не е понесъл много сериозни щети. Картината, подписана и датирана Brvegel.M.D.LX.VIII , с размери 86 см X 154 cm и е най-голямата, направена през 1568 г.
Строгият тон на произведението се подчертава от използването на скучни и студени цветове: всъщност палитрата на Брьогел включва сиво, зелено, черно, кафяво и червено. Наклонената линия, създадена от телата, леко хесинхронизиран спрямо предния план, нарязва композицията диагонално и подчертава тяхната крехкост и драматична изолация. Пейзажът на заден план е типично фламандски, за разлика от останалите картини на Брьогел, който обикновено включва в местните пейзажи чужди елементи от други страни.
Изобразителната традиция на времето изобразява слепците като облагодетелствани от небесни дарове. Брьогел, от друга страна, се дистанцира от тази концепция, представяйки слепците изоставени на самите себе си и на път да паднат; дори има обръщане на това правило в случая на човека без очи, който се оказва такъв вследствие на божие наказание.
В тази композиция Брьогел възприема типичната за Ренесанса емпирична обективност. В по-ранните картини слепците обикновено са изобразявани със затворени очи. Тук обаче на всеки човек се приписва различно очно заболяване; това е направено с такъв пълен реализъм, че е позволило идентифицирането на техните заболявания от по-късни експерти, въпреки че някои диагностични разногласия продължават да съществуват. Първите изследвания по въпроса са от 1889 г. с публикуването на Les difformes et les malades dans l'art („Деформация и болест в изкуството“) на Жан-Мартен Шарко и Пол Рише. Френският патолог Тони-Мишел Торийон го следва с по-нататъшни изследвания на фигурите на Брьогел. Очите на първия човек не се виждат на картината; очните ябълки на втория са изкормени; третият страда от левкома на роговицата, а четвъртият от атрофия на зрителния нерв; петият изглежда сляп (с нулево зрително възприятие) или фотофобичен; шестият е увреден от булозен пемфигоид. Шарко и Ричър подчертават отбелязват точността на Брьогел при изобразяването на слепците, обърнати не напред, а с вдигнати във въздуха лица, тъй като би трябвало да разчитат на обонянието и слуха си.

## Наследство
Притча за слепците единодушно се счита за шедьовър на живописта. Творбата на Брьогел е най-ранната оцеяла картина, която се занимава с новозаветната притча за слепците, въпреки че има други предишни гравюри от Нидерландия, фокусиращи се върху същата тема (които Брьогел вероятно познава), включително една, приписвана на Йеронимус Бош,  и друга, направена от Корнелис Масейс. Картините на Брьогел се радват на световна популярност и са обект на научни трудове в дисциплини дори извън изкуството като медицината.
Изображенията на Брьогел на просяци предоставят солидни препратки за по-късни художници, като Давид Винкбонс. Йеронимус Вирикс включва платното в 12 фламандски поговорки. Има множество копия: едно от Якоб Савери, направено през 1600 г., но с фалшива дата 1562 г.; друго от неговия син Питер Брьогел Млади, който рисува по-голяма версия с допълнителни детайли, включително стадо овце около 1616 г., сега в Лувъра. Това последно копие, по-специално, е част от колекцията на Фердинандо Гондзага, херцог на Мантуа, покровител на италианския бароков художник Доменико Фети, който може да е бил повлиян от картината, когато изпълнява своя собствена версия на притчата около 1621–22 г.
- Фалшификация от Джейкъб Сейвъри, ок. 1600 г.
- Копие от Питер Брьогел Младия, ок. 1616 г.
- Доменико Фети, Слепецът водещ слепци, 1621–22 г.
- Себастиан Вранкс, Притчата за слепците, 17 век
- Джон Сингър Сарджънт, Обгазени, 1919 г.
- Корнелис Масейс, Четирима слепи селяни следват един друг в редица и водачът пада в дупка, ок. 1550 г.
- Питер ван ден Хейден (по Йеронимус Бош?), Слепците, ок. 1540-1570 г.

Притчата за слепците също вдъхновява много поети, включително немците Йозеф Вайнхебер и Валтер Бауер, и французина Шарл Бодлер, който написва Слепците. Американският поет Уилям Карлос Уилямс пише поредица от стихове върху картините на Брьогел; неговата „Притча за слепците“ се фокусира върху значението на композицията ,Слепците“ - дума, която се появява три пъти осемте терцини на стихотворението. Фигурите се препъват диагонално надолу и „едната следва другата с пръчка в ръка, триумфална към бедствието.
Картината на Брьогел служи като модел за едноактната драма „Слепците“ на белгийския драматург Морис Метерлинк. Романът на западногерманския писател Герт Хофман от 1985 г. „Притчата за слепите“ (Der Blindensturz) представя Брьогел и шестимата слепци: за да постигне реалистичен портрет, Брьогел многократно кара мъжете да преминат през мост и да паднат в рекичка посред зима, докато израженията им не постигнат опустошението, което Брьогел смята, че представлява човешкото състояние. Историческият роман от 1987 г. Брьогел, или Работилницата на мечтите“ от Клод-Анри Роке разказва, че Брьогел рисува слепци от страх да не загуби собственото си зрение.
Комиксът на френския карикатурист F'Murr Les Aveugles (1991) е вдъхновен от картината на Брьогел.

### Книги
- Umberto Bile e Maia Confalone, Museo di Capodimonte - La Galleria Farnese: le scuole europee, Napoli, Electa Editore, 1999
- Robert L. Bonn, Painting Life: The Art of Pieter Bruegel, the Elder, Chaucer Press Books, 2006
- Giorgio Bordin e Laura Polo D'Ambrosio, Medicine in Art, Getty Publications, 2010
- Charles Bouleau, The Painter's Secret Geometry: A Study of Composition in Art, Harcourt, Brace & World, 1963
- Jean-Martin Charcot e Paul Marie Louis Pierre Richer, Les difformes et les malades dans l'art, Lecrosnier et Babé, 1889
- Robert L. Delevoy e Albert Skira, Bruegel: Historical and Critical Study, traduzione di Stuart Gilbert, Skira, 1959
- Robert D. Denham, Poets on Paintings: A Bibliography, McFarland & Company, 2010
- Bjarne Sode Funch, The Psychology of Art Appreciation, Museum Tusculanum Press, 1997
- Fritz Grossmann, Bruegel: The Paintings, Complete Edition, Phaidon, 1966
- Rose-Marie Hagen e Rainer Hagen, What Great Paintings Say, Taschen, 2003, с. 190–19
- James A. W. Heffernan, Museum of Words: The Poetics of Ekphrasis from Homer to Ashbery, University of Chicago Press, 2004
- Aldous Huxley e Jean Videpoche, The Elder Peter Bruegel, 1528 (?)–1569, Wiley Book, 1938
- Emile Michel e Victoria Charles, The Brueghels, Parkstone International, 2012
- Wolfgang Mieder, "Proverbs Speak Louder Than Words": Folk Wisdom in Art, Culture, Folklore, History, Literature and Mass Media, Peter Lang, 2008
- Hiroyuki Minamino, Village Noise and Bruegel's Parables, in Linda Phyllis Austern (a cura di), Music, Sensation, and Sensuality, Psychology Press, 2002, с. 267–284
- Jens Nöller, The hero as voice, Königshausen & Neumann, 1998
- Nadine M. Orenstein, Pieter Bruegel the Elder: Drawings and Prints, Metropolitan Museum of Art, 2001
- Todd M. Richardson, Pieter Bruegel the Elder: Art Discourse in the Sixteenth-century Netherlands, Ashgate Publishing, 2011
- Erik Risser e David Saunders (a cura di), The Restoration of Ancient Bronzes: Naples and Beyond, Getty Publications, 2013
- Eliot Wooldridge Rowlands, The Collections of The Nelson-Atkins Museum of Art: Italian Paintings, 1300–1800, Nelson-Atkins Museum of Art, 1996
- Larry Silver, Peasant Scenes and Landscapes: The Rise of Pictorial Genres in the Antwerp Art Market, University of Pennsylvania Press, 2012
- Andre de Vries, Flanders: A Cultural History, Oxford University Press, 2007

### Статии
- Jamie Lee Edwards, Still Looking for Pieter Bruegel the Elder (PDF), Università di Birmingham, 2013. Посетено на 16 дек. 2022 г.
- Zeynel A. Karcioglu, Ocular Pathology in The Parable of the Blind Leading the Blind and Other Paintings by Pieter Bruegel, in Survey of Ophthalmology, vol. 47, n. 1, Micheal Marmor, gennaio-febbraio 2002
- Kenneth C. Huppé, Meaning and Method in Brueghel's Painting, in The Journal of Aesthetics and Art Criticism, vol. 14, n. 3, American Society for Aesthetics, marzo 1956, с. 376–386
- Kenneth C. Lindsay, Bernard Huppé, Meaning and Method in Brueghel's Painting, in The Journal of Aesthetics and Art Criticism, vol. 14, n. 3, American Society for Aesthetics, март 1956, с. 376–386
- Nadya Lobkova, The Cycle of the anno: The Genre of Calendar Illustrations from Origins to Lucas and Maarten van Valckenborch (PDF), Università di Ghent, 2010. Архивирано от оригинала на 22 май 2014 г. Посетено на 16 дек. 2022 г.
- Margaret A. Sullivan, Bruegel's Proverbs: Art and Audience in the Northern Renaissance[неработеща препратка], in The Art Bulletin, vol. 73, n. 3, College Art Association, settembre 1991, с. 431–466. Посетено на 16 дек. 2022 г.
- Margaret A. Sullivan, Bruegel the Elder, Pieter Aertsen, and the Beginnings of Genre, in The Art Bulletin, vol. 93, n. 2, giugno 2011, с. 127–149